# Evandro Teixeira
Evandro Teixeira de Almeida (Irajuba, 25 de dezembro de 1935 – Rio de Janeiro, 4 de novembro de 2024) foi um fotojornalista brasileiro, notório por seus registros da repressão de regimes militares no Brasil e no Chile, bem como eventos de relevo como a morte de Pablo Neruda.

## Biografia
Evandro Teixeira, nascido em Irajuba (BA), então um pequeno povoado a 307 quilômetros de Salvador. O pai, Valdomiro Teixeira, o Vavá, era fazendeiro, e a mãe, Almerinda Teixeira de Almeida, conhecida como Nazinha, dona de casa.
Em 1950, mudou-se para Jequié, para continuar os estudos, e trabalhou no Jornal de Jequié, que possibilitou comprar sua primeira câmera fotográfica. Em seguida foi para Ipiaú, onde aprendeu fotografia com Teotônio Rocha, primo de Glauber Rocha, e lá trabalhou no Jornal Rio Novo. Comprou sua segunda câmera, uma Polaroid.
Em 1954, mudou-se para Salvador e lá faz um curso de fotografia por correspondência com José Medeiros, através da revista O Cruzeiro, e trabalhou como estagiário no jornal Diário de Notícias.
No fotojornalismo, iniciou sua carreira em 1958, estagiando no jornal carioca Diário da Noite. Em 1963, passou a trabalhar para o Jornal do Brasil (JB), onde permaneceu por 47 anos, até 2010, quando a edição impressa do jornal deixou de circular.
Em 1964, casou-se com Marly Caldas de Almeida, professora, com quem teve duas filhas. Nesse mesmo ano ocorre o golpe militar, Evandro conseguiu entrar no Forte de Copacabana na madrugada do dia 1º de abril, quando foi tomado pelos golpistas, e testemunhou a chegada ao local do general Humberto Castello Branco. A foto foi publicada na capa do jornal no dia seguinte, e tornou-se um marco na história política do país.
Cobriu em 1968, para o JB, as manifestações do movimento estudantil no Rio de Janeiro e a repressão da ditadura militar, produzindo fotos que se tornariam emblemáticas da luta pela liberdade. Entre elas, o confronto de estudantes e policiais a cavalo no Centro do Rio e a Passeata dos Cem Mil.
Em 1973, cobriu no Chile o golpe militar que derrubou o presidente Salvador Allende e instituiu a ditadura do general Augusto Pinochet. Também registrou os momentos que se seguiram à morte do poeta Pablo Neruda – ele foi o único jornalista a fotografar Neruda morto, ainda no hospital – e documentou a comoção no país.
Viajou pela primeira vez a Canudos, no sertão da Bahia, em 1994. O local foi palco da Guerra de Canudos, em que uma comunidade sertaneja liderada por Antônio Conselheiro foi massacrada pelo Exército brasileiro. Evandro voltou ao local várias vezes nos anos seguintes.
As fotos de Evandro integram acervos de museus como o de Belas Artes de Zurique, na Suíça; Museu de Arte Moderna La Tertulha, Colômbia; do Masp, em São Paulo, do MAM e do MAR, ambos no Rio de Janeiro. Um de seus livros, Fotojornalismo, está na biblioteca do Centro de Artes George Pompidou, em Paris. Em 1994, teve o seu currículo inserido na Enciclopédia Suíça de Fotografia, que reúne os maiores fotógrafos do mundo. Entre os prêmios recebidos, estão o da Unesco, Nikon e da Sociedade Interamericana de Imprensa.
Evandro Teixeira morreu no dia 4 de novembro de 2024 aos 88 anos, vitimado por falência de múltiplos órgãos, por conta de complicações de uma pneumonia.

## Livros
- TEIXEIRA, Evandro (2015). Evandro Teixeira. Retratos do tempo – 50 anos de fotojornalismo. Brasil: Edições de Janeiro. ISBN 978-8567854762
- TEIXEIRA, Evandro (2008). 1968 Destinos 2008. Passeata dos Cem Mil Capa. Brasil: 7 Letras. ISBN 978-8586599033
- TEIXEIRA, Evandro (2005). Vou viver: tributo ao poeta Pablo Neruda. Brasil: Textual
- TEIXEIRA, Evandro (2002). Livro das águas. Brasil: Governo do Estado do Rio Grande do Norte
- TEIXEIRA, Evandro (1997). Canudos: 100 anos. Brasil: Textual. ISBN 978-8586599019
- TEIXEIRA, Evandro (1983). Fotojornalismo. Brasil: JB. ISBN 978-8585018016

## Prêmios
- 2016 – Prêmio Brasil Fotografia, na categoria Especial
- 2010 – Prêmio de Cultura do Estado do Rio de Janeiro
- 1993 – Prêmio Especial da Unesco no Concurso Internacional A Família
- 1991 – Prêmio do Concurso Internacional da Nikon
- 1975 – Prêmio do Concurso Internacional da Nikon
- 1969 – Prêmio da Sociedade Interamericana de Imprensa

## Homenagens
Carlos Drummond de Andrade em seu último livro publicado em vida, Amar se aprende amando, inclui o poema “Diante das fotos de Evandro Teixeira”.